# Забытая деревня (картина Куинджи)
«Забытая деревня» — картина русского художника Архипа Куинджи (1841/1842—1910), написанная в 1874 году. Хранится в Государственной Третьяковской галерее (инв. 874). Размер картины — 81,7 × 165 см.

## История
Сюжет картины возник у художника во время его поездки на юг летом 1873 года. В том же году он и начал работу над картиной. Художник Илья Репин, узнав от Ивана Крамского о замысле новой работе Куинджи, сказал: «Какую штуку откопал! … Идея бесподобна».
Картина «Забытая деревня» была впервые показана в 1874 году — не на академической выставке, а на 3-й выставке Товарищества передвижных художественных выставок («передвижников»). Вместе с другими реалистическими картинами художника, такими как «Осенняя распутица» (1872) и «Чумацкий тракт в Мариуполе» (1875), «Забытая деревня» была с одобрением воспринята демократическими изданиями. Это был период осознанного сближения Куинджи с передвижниками, и в 1875 году он стал полноправным членом Товарищества.

## Описание и отзывы
В статье о творчестве Архипа Куинджи искусствовед Виталий Манин писал:
Идея «Забытой деревни» попадала на благоприятную почву социально обостренного, общественно направленного искусства Товарищества. Убогость российской деревни выражена в картине ржавыми красками. Природа воспринята только в связи с мрачным, разоренным бытием человека. Унылое серое небо, протяженные линии горизонта и печальный вид опустелой деревни — все тягучие ритмы и аскетичный цвет картины направлены к социальной интерпретации темы заброшенной человеческой жизни. Российская действительность как бы предстает в социальном обнажении.
Искусствовед Владимир Петров писал в своей статье, посвящённой 150-летию со дня рождения Архипа Куинджи:
В работе "Забытая деревня" (1874, ГТГ) мы видим Богом забытое бедное селение, затерянное среди бескрайних равнин и словно растворяющееся в унылом осеннем пейзаже. Выразительная композиция, чутко воссозданная автором неуютная атмосфера пасмурного дня производили большое впечатление на зрителей, заставляя ощутить, "сколько грусти, тоски и нужды в этой … степи, сером туманном дне… сколько безнадежности в этой беспредельности" (из критической статьи).